# Graben-Neudorf
Graben-Neudorf è un comune tedesco di 11 672 abitanti, situato nel land del Baden-Württemberg.